# 指尖陀螺

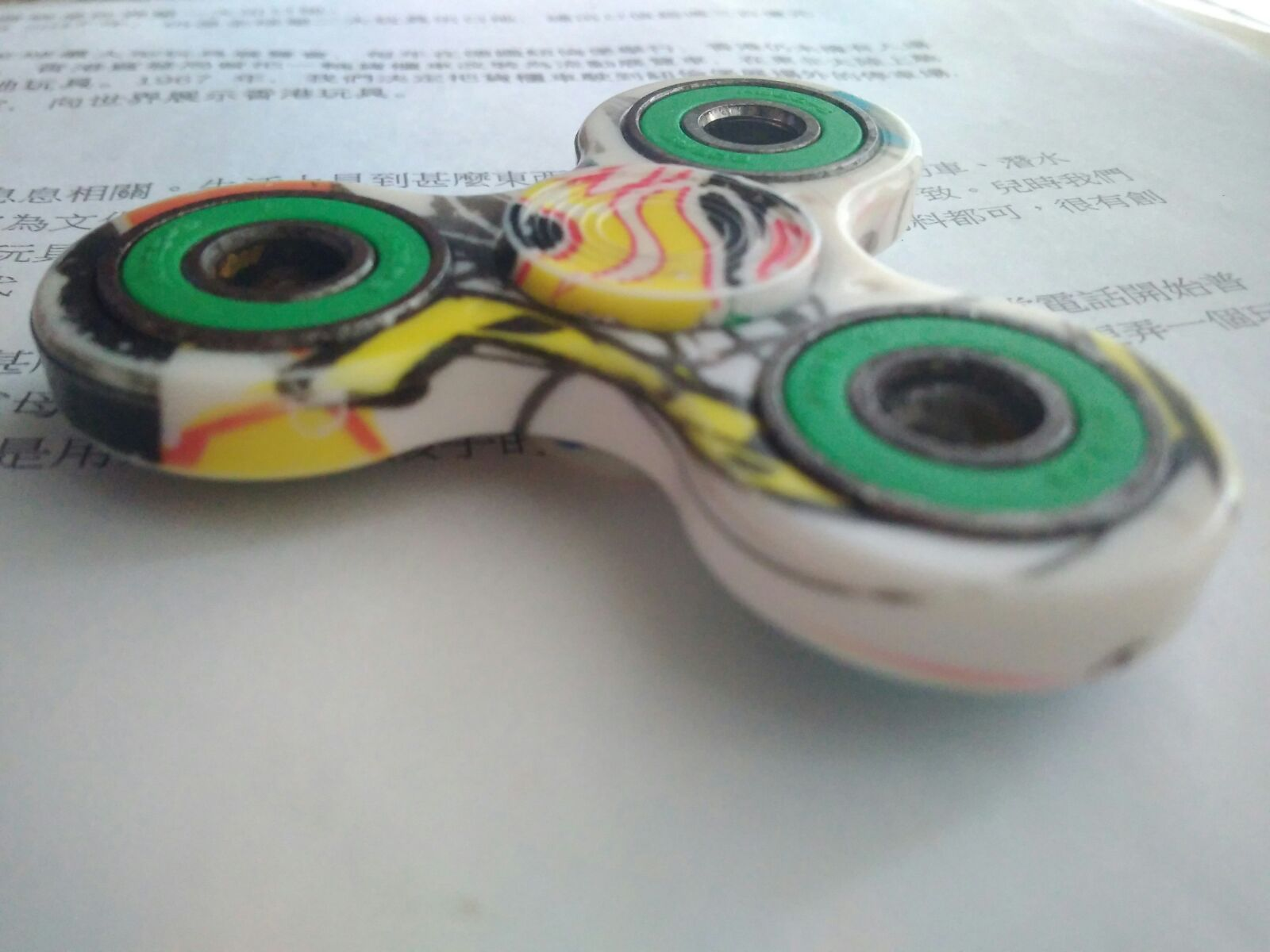
混合材质指尖陀螺

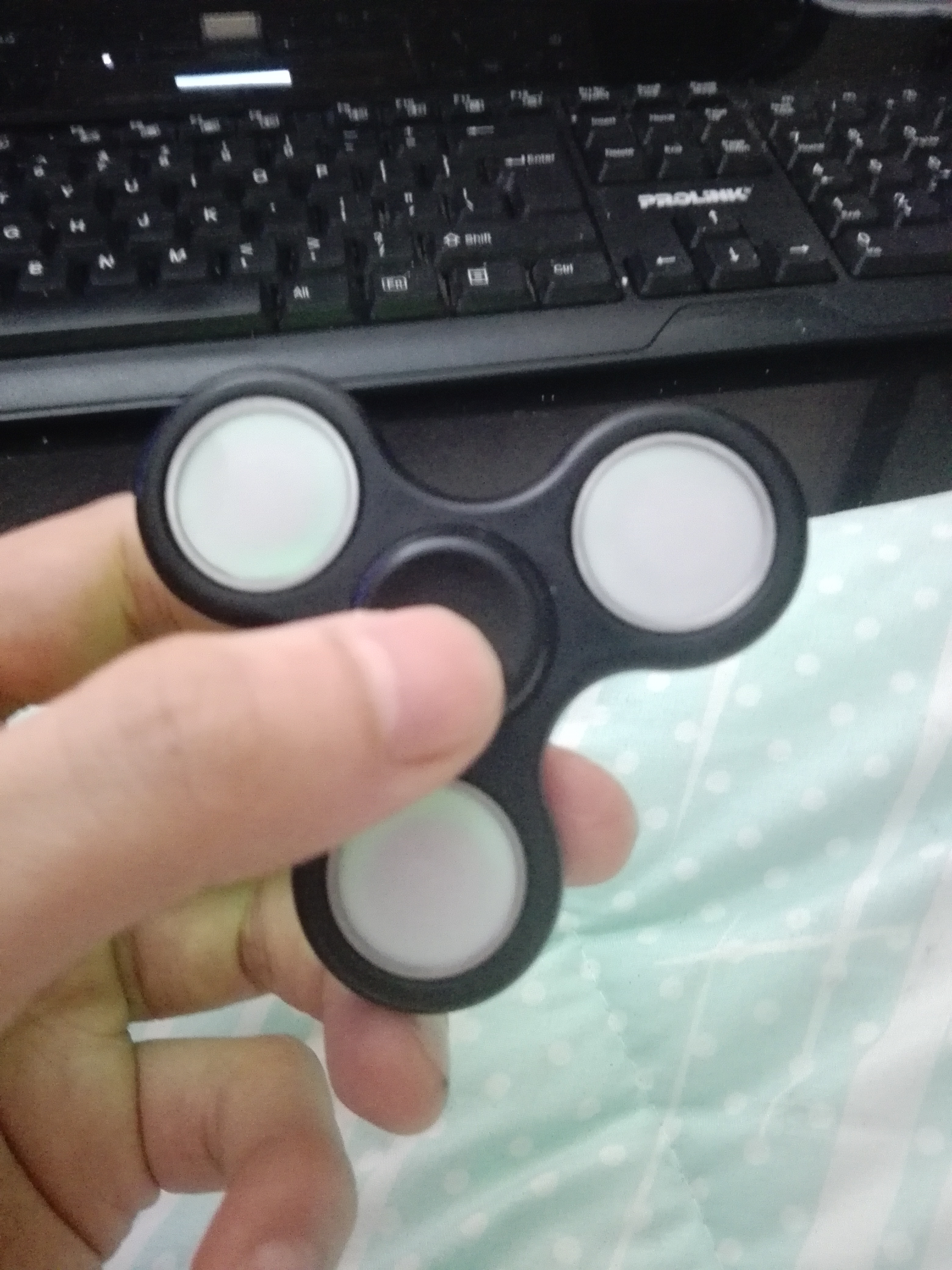
塑膠的指轉陀螺

指轉陀螺（fidget spinner），又名手指陀螺，是一種形狀扁平的玩具，在中間有一個軸承，其外形可能是三個角以圓形包覆的正三角形，也可能是直線形，邊緣也會可能會有較重的物體，增加轉動慣量。指轉陀螺有許多不同的材質，例如黃銅、不锈鋼、鈦、銅或是塑膠。用手指捏住指轉陀螺的中心軸承部份，略為施力轉動即可。

## 发明概念
指尖陀螺原為設計給自閉症患者，令他們可以一邊玩它，一邊進行需要專注的活動上。後來突然廣泛流傳，多間廠商生產指尖陀螺。

## 好處
指尖陀螺可以在緊張或是焦慮時把玩，用以舒緩壓力，不過也有報導提到指尖陀螺可以刺激手部提昇專注力，但對於抒壓幫助不大。

## 軸承
指尖陀螺的軸承材質有陶瓷、金屬（不锈鋼或是鉻）以及複合材質。不同的軸承會讓指尖陀螺的振動、噪音及旋轉的時間不同，因此會有特別的觸覺感受。普遍的指尖陀螺可轉動約1至5分鐘，視乎所用的軸心而異。

## 誤解
一度曾有媒體指出凱瑟琳·海婷格（Catherine A. Hettinger）在1997年在美國申請指尖陀螺的專利，不過她當初申請的專利和指尖陀螺的外形並不相同，專利範圍也不包括目前的指尖陀螺。

## 流行情況
指尖陀螺在2017年春天開始大幅流行，許多的媒體都將指尖陀螺視為是一股流行，也有些媒體將指尖陀螺和2016年開始流行的轉水瓶相比較。纽约邮报提到：「這種名叫『指尖陀螺』的廉價、低科技抒壓玩具已在全美國大幅流行，甚至商店都沒有庫存。」

## 延伸閱讀
- Oliver, David. . Health Buzz. U.S. News & World Report. April 25, 2017  [April 28, 2017]. （原始内容存档于2021-02-07）.